# West Indies Cricket Team in Australien in der Saison 2022/23
Die Tour des West Indies Cricket Teams nach Australien in der Saison 2022/23 fand vom 5. Oktober bis zum 11. Dezember 2022 statt. Die internationale Cricket-Tour ist Bestandteil der Internationalen Cricket-Saison 2022/23 und umfasste zwei Tests und zwei Twenty20s. Die Tests waren Bestandteil der ICC World Test Championship 2021–2023. Australien konnte die Test- und Twenty20-Serie jeweils mit 2–0 für sich entscheiden.

## Vorgeschichte
Australien spielte zuvor eine Tour gegen Neuseeland, für die West Indies war es die erste Tour der Saison. Das letzte Aufeinandertreffen der beiden Mannschaften bei einer Tour fand in der Saison 2021 in den West Indies statt. Die Twenty20 werden als Vorbereitung der beiden Mannschaften für den ICC Men’s T20 World Cup 2022 ausgetragen.

## Stadien
Die folgenden Stadien wurden für die Tour als Austragungsort vorgesehen.
| Stadion         | Stadt      | Kapazität | Spiele  |
| --------------- | ---------- | --------- | ------- |
| Adelaide Oval   | Adelaide   | 53.583    | 2. Test |
| The Gabba       | Brisbane   | 42.000    | 2. T20  |
| Carrara Stadium | Gold Coast | 25.000    | 1. T20  |
| Perth Stadium   | Perth      | 60.000    | 1. Test |

## Kaderlisten
Australien benannte seinen Twenty20-Kader am 28. September und seinen Test-Kader am 8. November 2022.
Die West Indies benannten ihren Test-Kader am 29. Oktober 2022.
| Test | Test | Twenty20 | Twenty20 |
| Australien | West Indies | Australien | West Indies |
| --- | --- | --- | --- |
| - Pat Cummins (K) - Steve Smith (VK) - Scott Boland - Alex Carey (wk) - Cameron Green - Marcus Harris - Josh Hazlewood - Travis Head - Usman Khawaja - Marnus Labuschagne - Nathan Lyon - Lance Morris - Michael Neser - Mitchell Starc - David Warner | - Kraigg Brathwaite (K) - Jermaine Blackwood (VK) - Nkrumah Bonner - Shamarh Brooks - Tagenarine Chanderpaul - Roston Chase - Joshua Da Silva (wk) - Jason Holder - Alzarri Joseph - Kyle Mayers - Marquino Mindley - Anderson Phillip - Raymon Reifer - Kemar Roach - Jayden Seales - Devon Thomas (wk) | - Aaron Finch (K) - Sean Abbott - Pat Cummins - Tim David - Cameron Green - Josh Hazlewood - Josh Inglis - Mitchell Marsh - Glenn Maxwell - Daniel Sams - Steve Smith - Mitchell Starc - Marcus Stoinis - Matthew Wade (wk) - David Warner - Adam Zampa | - Nicholas Pooran (K, wk) - Rovman Powell (VK) - Shamarh Brooks - Yannic Cariah - Johnson Charles (wk) - Sheldon Cottrell - Shimron Hetmyer - Jason Holder - Akeal Hosein - Alzarri Joseph - Brandon King - Evin Lewis - Kyle Mayers - Obed McCoy - Raymon Reifer - Odean Smith |

## Twenty20 Internationals

### Erstes Twenty20 in Gold Coast
| 5. Oktober Scorecard | Gold Coast | West Indies 145-9 (20)           | – | Australien 146-7 (19.5) |
|                      |            | Australien gewinnt mit 3 Wickets |   |                         |

Australien gewann den Münzwurf und entschied sich als Feldmannschaft zu beginnen. Für die West Indies begann Eröffnungs-Batter Kyle Mayers und nachdem der dritte Schlagmann Brandon King nach 12 Runs ausschied, fand er Raymon Reifer als neuen Partner. Mayers verlor nach 39 Runs sein Wicket und Reifer nach 19 Runs. Eine letzte Partnerschaft bildeten Jason Holder mit 13 Runs und Odean Smith mit 27 Runs. Bester australischer Bowler war Josh Hazlewood mit 3 Wickets für 35 Runs. Für Australien schied David Warner nach 14 Runs aus, bevor Cameron Green mit Aaron Finch einen Partner fand. Green verlor ebenfalls nach 14 Runs sein Wicket und nach dem Verlust von zwei weiteren Wickets konnte sich an der Seite von Finch Matthew Wade etablieren. Finch schied dann n ach einem Fifty über 58 Runs aus, während Wade mit 39* Runs zwei Bälle vor Schluss die Vorgabe einholte. Beste west-indische Bowler waren Alzarri Joseph mit 2 Wickets für 17 Runs und Sheldon Cottrell mit 2 Wickets für 49 Runs. Als Spieler des Spiels wurde Aaron Finch ausgezeichnet.

### Zweites Twenty20 in Brisbane
| 7. Oktober Scorecard | Brisbane | Australien 178-7 (20)          | – | West Indies 147-8 (20) |
|                      |          | Australien gewinnt mit 31 Runs |   |                        |

Die West Indies gewannen den Münzwurf und entschieden sich als Feldmannschaft zu beginnen. Für Australien konnte sich Eröffnungs-Batter David Warner etablieren. Nachdem an seiner Seite Aaron Finch 15 Runs erreicht hatte, fand sich eine Partnerschaft mit Steve Smith. Warner schied nach einem Fifty über 75 Runs aus. Der hineinkommende Tim David konnte dann 42 Runs erreichen, bevor auch Smith nach 17 Runs sein Wicket verlor. Matthew Wade fügte dann noch 16 Runs hinzu, bevor er mit dem letzten ball sein Wicket verlor. Bester west-indischer Bowler war Alzarri Joseph mit 3 Wickets für 21 Runs. Für die west-indies konnte Eröffnungs-Batter Johnson Charles zusammen mit dem dritten Schlagmann Brandon King eine erste Partnerschaft aufbauen. King schied nach 23 Runs aus und Charles fand mit Jason Holder einen weiteren Partner. Charles schied dann nach 29 Runs und Holder nach 16 Runs aus. Eine weitere Partnerschaft bildeten dann Rovman Powell und Akeal Hosein. Powell verlor nach 18 Runs sein Wicket, während Hosein dann mit seinen 25 Runs nicht mehr die Vorgabe der australischen Mannschaft einholen konnte. Bester australischer Bowler war Mitchell Starc mit 4 Wickets für 20 Runs.

## Tests

### Erster Test in Perth
| 30. November – 4. Dezember Scorecard | Perth | Australien 598-4d (152.4) & 182-2d (37) | – | West Indies 283 (98.2) & 333 (110.5) |
|                                      |       | Australien gewinnt mit 164 Runs         |   |                                      |

Australien gewann den Münzwurf und entschied sich als Schlagmannschaft zu beginnen. Eröffnungs-Batter Usman Khawaja bildete zusammen mit Marnus Labuschagne eine erste Partnerschaft. Nachdem Khawaja nach einem Fifty über 65 Runs ausschied gesellte sich Steve Smith an die Seite von Labuschagne und zusammen konnten sie den tag ungeschlagen beim Stand von 293/2 beenden. Am zweiten Tag verlor Labuschagne kurz vor dem Lunch sein Wicket nach einem Double-Century über 204 Runs aus 350 Bällen. Er wurde gefolgt von Travis Head, der an der Seite von Smith 99 Runs erreichen konnte. Nachdem dieser ausschied deklarierte Australien das Innings. Smith hatte zu diesem Zeitpunkt ebenfalls ein Double-Century über 200 Runs aus 311 Bällen erzielt. Bester west-indischer Bowler war Kraigg Brathwaite mit 2 Wickets für 65 Runs. Für die West Indies bildeten die Eröffnungs-Batter Kraigg Brathwaite und Tagenarine Chanderpaul eine Partnerschaft und beendeten den Tag beim Stand von 79/0. Am dritten Tag schied Chanderpaul nach 51 Runs aus und wurde gefolgt durch Nkrumah Bonner. Als dieser 16 Runs erreichte, musste er auf Verdacht mit Gehirnerschütterung verletzt aussteigen und für ihn wurde Shamarh Brooks ins Spiel aufgenommen. Ersetzt wurde er auf dem Feld von Jermaine Blackwood. Brathwaite verlor sein Wicket nach einem Fifty über 64 Runs und an der Seite von Blackwood erreichte Jason Holder 27 Runs. Der hineinkommende Shamarh Brooks konnte sich an der Seite von Blackwood etablieren, bevor dieser nach 36 Runs ausschied. Brooks bildete daraufhin eine weitere Partnerschaft mit Roston Chase. Nachdem Brooks nach 33 Runs ausschied und Chase nach 13 Runs endete das Innings mit einem Rückstand von 215 Runs. Beste Bowler für Australien waren Pat Cummins mit 3 Wickets für 34 Runs und Mitchell Starc mit 3 Wickets für 51 Runs. Australien forderte das Follow-on nicht ein, sondern bildete mit David Warner und Marnus Labuschagne eine erste Partnerschaft. Der Tag endete dann beim Stand von 29/1. Am vierten Tag verlor Warner sein Wicket nach 48 Runs und wurde gefolgt durch Steve Smith. Als Smith und Labuschagne 182 Runs erreicht hatten deklarierten sie zum Lunch das Innings und setzten den West indies eine Vorgabe von 498 Runs. Labuschagne hatte zu diesem Zeitpunkt ein Century über 104* Runs aus 110 Bällen erreicht und Smith 20* Runs. Die west-indischen Wickets hatten Kemar Roach und Roston Chase erzielt. Die West Indies begannen mit den Eröffnungs-Battern Kraigg Brathwaite und Tagenarine Chanderpaul. Chanderpaul schied nach 45 Runs aus und nachdem Shamarh Brooks 11 Runs erzielte, verlor Jermaine Blackwood sein Wicket nach 24 Runs. Daraufhin endete der Tag beim Stand von 192/3. Am fünften Tag verlor Brathwaite sein Wicket nach einem Century über 110 Runs aus 188 Bällen. Daraufhin bildeten Roston Chase und Alzarri Joseph eine Partnerschaft. Joseph schied nach 43 Runs aus und Chase verlor sein Wicket nach einem Fifty über 55 Runs. Kurz darauf field das letzte Wicket und die West Indies verloren das Spiel mit 164 Runs. Bester australischer Bowler war Travis Head mit 2 Wickets für 25 Runs. Als Spieler des Spiels wurde Marnus Labuschagne ausgezeichnet.

### Zweiter Test in Adelaide
| 8. – 11. Dezember Scorecard | Adelaide | Australien 511-7d & 199-6d      | – | West Indies 214 & 77 |
|                             |          | Australien gewinnt mit 419 Runs |   |                      |

Australien gewann den Münzwurf und entschied sich als Schlagmannschaft zu beginnen. Sie begannen mit David Warner und Usman Khawaja. Warner schied nach 21 Runs aus und wurde durch Marnus Labuschagne ersetzt. Nachdem auch Khawaja nach einem Fifty über 62 Runs sein Wicket verloren hatte, konnte sich Travis Head an der Seite von Labuschagne etablieren und zusammen beendeten sie den Tag beim Stand von 330/3. Am zweiten Tag fiel das Wicket von Labuschagne nach einer Partnerschaft nach 297 Runs und nachdem er ein Century über 163 Runs aus 305 Bällen erreicht hatte. An der Seite von Head etablierte sich dann Alex Carey, bevor auch Head nach einem Century über 175 Runs aus 219 Bällen sein Wicket verlor. Der hineinkommende Michael Neser erreichte noch 41 Runs, bevor Carey das Innings ungeschlagen mit 41* Runs beendete. Beste west-indische Bowler waren Devon Thomas mit 2 Wickets für 53 Runs und Alzarri Joseph mit 2 Wickets für 107 Runs. Die West Indies begannen mit Kraigg Brathwaite und Tagenarine Chanderpaul. Brathwaite schied nach 19 Runs aus und nachdem Devon Thomas 19 Runs erzielte, etablierte sich an der Seite von Chanderpaul Anderson Phillip, die zusammen den Tag beim Stand von 102/4 beendeten. Am dritten Tag schied Chanderpaul nach 47 Runs aus und nachdem Joshua Da Silva 23 Runs erzielte, folgte an der Seite von Phillip Roston Chase. Phillip verlor sein Wicket nach 42 Runs, während Chase das letzte Wicket des Innings nach 34 Runs verlor. Damit hatten die West Indies einen Rückstand von 297 Runs, jedoch forderte Australien nicht das Follow-on ein. Bester australischer Bowler war Nathan Lyon mit 3 Wickets für 57 Runs. Für Australien begannen abermals Usman Khawaja und David Warner. Warner schied nach 28 Runs aus und Khawaja kurz darauf nach 45 Runs. Daraufhin bildeten Marnus Labuschagne und Steve Smith eine Partnerschaft. Labuschagne verlor nach 31 Runs sein Wicket und wurde durch Travis Head ersetzt. Nachdem Smith nach 35 Runs ausschied deklarierte Australien das Wicket mit einem Vorsprung von 497 Runs, als Head bei 38* Runs stand. Bester Bowler der West Indies war Alzarri Joseph mit 3 Wickets für 33 Runs. Für die West Indies fand Eröffnungs-Batter Tagenarine Chanderpaul mit dem fünten Schlagmann Devon Thomas einen ersten Partner. Chanderpaul verlor nach 17 Runs sein Wicket und wurde durch Jason Holder ersetzt, der zusammen mit Thomas den Tag beim Stand von 38/4 beendete. Am vierten Tag schied Thomas nach 12 und Holder nach 11 Runs aus. In einer sich darauf bildenden Partnerschaft konnte Joshua Da Silva 15 und Roston Chase 13 Runs erreichen, was jedoch nicht mehr reichte die Vorgabe zu gefährden. Beste australische Bowler mit jeweils drei Wickets waren Scott Boland (für 16 Runs), Michael Neser (für 22 Runs) und Mitchell Starc für 29 Runs. Als Spieler des Spiels wurde Travis Head ausgezeichnet.

## Auszeichnungen

### Player of the Series
Als Player of the Series wurden der folgende Spieler ausgezeichnet.
| Serie   | Player of the Series |
| ------- | -------------------- |
| Test    | Marnus Labuschagne   |
| Tweny20 | David Warner         |

### Player of the Match
Als Player of the Match wurden die folgenden Spieler ausgezeichnet.
| Spiel       | Player of the Match |
| ----------- | ------------------- |
| 1. Test     | Marnus Labuschagne  |
| 2. Test     | Travis Head         |
| 1. Twenty20 | Aaron Finch         |
| 2. Twenty20 | Mitchell Starc      |